# SN 2007ni
SN 2007ni – supernowa typu Ia odkryta 9 października 2007 roku w galaktyce A020550-0019. W momencie odkrycia miała maksymalną jasność 21,80m.